# Nicolas de La Brousse
Pour les autres membres de la famille, voir Famille de La Brousse.
Nicolas de La Brousse, comte de Verteillac, né le 11 octobre 1645 au château de Saint-Martin-le-Pin et mort le 4 juillet 1693 à Boussu-lez-Walcourt près de Mons, est un militaire français pendant les guerres de Louis XIV, gouverneur de Mons et du Hainaut (1691).

## Biographie
Nicolas de La Brousse est le fils de Thibaud de La Brousse, seigneur de Verteillac, La Pouyade et Puyrigard, et de Bertrande du Chesne de Montréal, fille d'un avocat du roi au présidial de Périgueux.
Il commence sa carrière militaire au régiment d'infanterie des Gardes françaises. En 1667, il est promu au rang de capitaine, dans le régiment du Dauphin. Il suit ce dernier et participe aux campagnes de Flandre et de Franche-Comté. Vauban lui enseigne l'art des fortifications pendant un voyage à Lille et à Tournai.
En 1670, il est blessé au siège d'Épinal en Lorraine. Deux ans plus tard, il est de nouveau blessé, au siège de Maastricht en Hollande. De 1673 à 1675, il est aux ordres du vicomte de Turenne. En 1677, il est major de brigade, et présent aux sièges de Cambrai et de Valenciennes. L'année suivante, il est à ceux de Gand et d'Ypres. 
Le 14 avril 1680, il devient lieutenant-colonel du régiment du Dauphin, puis brigadier des armées du roi en 1686.
En 1688, major général sous le commandement du Grand Dauphin, il est aux sièges de Philippsburg, de Frankenthal et de Mannheim.
En 1689, il défend la forteresse de Mayence pendant la guerre de la Ligue d'Augsbourg. Il est commandant de celle d'Ypres en 1690.
Le 26 avril 1691, Verteillac est élevé au rang de maréchal de camp par Louis XIV. Le Roi-Soleil lui attribue la fonction de gouverneur de la place forte de Mons et de la province du Hainaut. Il est au siège de Furnes en compagnie du maréchal de Boufflers.
En 1692 il est nommé lieutenant du roi dans le Périgord.
Il est tué au combat durant l'été 1693, à Boussu-lez-Walcourt.

## Hommage
- Louis XIV dit de lui à sa veuve : « J'ai perdu dans le comte de Verteillac, le meilleur officier d'infanterie que j'ai eu depuis le maréchal de Turenne ».
- Son buste est dans la galerie des batailles du château de Versailles.

## Armoiries
| Figure | Blasonnement |
|        | Armes de Nicolas de La Brousse (1633-1711), comte de Verteillac, maréchal de camp D'or au chêne arraché de sinople, englanté du champ ; au chef d'azur chargé de trois étoiles d'or. |

## Sources
- La vie de Nicolas de la Brousse, comte de Verteillac, maréchal de camps et armées du roy,... etc, 1736 (Gallica)
- Nouvelle Biographie générale depuis les temps les plus reculés jusqu’à nos jours, Firmin-Didot Frères, 1861
- Jean-Baptiste-Pierre Jullien de Courcelles, Dictionnaire historique et biographique des généraux français, 1820